# EMate
Az eMate 300 az Apple Computer által fejlesztett, gyártott és forgalmazott személyi számítógép volt, amelyet személyi digitális asszisztensként is szokás említeni. Az eszköz az Apple Newton platformján alapult, az oktatási piac számára fejlesztették, tollal vezérelhető, érintőképernyős kijelzővel rendelkezett. Az eszközt 1997. március hetedike és 1998. február 27-e között lehetett megvásárolni. A gép operációs rendszere Newton OS 2.1 volt.

## Történelem
Az eMate 300 az Apple „Education Product Group“ által fejlesztett termék volt, amely az oktatási piac számára készült. A termék célja az volt, hogy egy hordozható, könnyen használható és megfizethető számítógépet kínáljon az iskolák számára. Az eMate 300 bevezetésére 1997 márciusában került sor, és az ára 799 USD volt.
Az eMate 300-at úgy tervezték, hogy tartós legyen, és kibírja az iskolai környezet igénybevételeit. Az átlátszó zöld műanyag ház és a gumírozott sarkok ellenállóvá tették a mindennapi használat során bekövetkező sérülésekkel szemben. Az eMate 300-at 25 MHz-es ARM 710a processzor működtette, és 3 MB RAM-mal rendelkezett, ami bővíthető volt PCMCIA kártyákkal.

## Specifikáció
- Kijelző: 480x320 felbontás, 16 szürkeárnyalat, 6,8 inches érintőképernyő
- Processzor: 25 MHz, ARM 710a RISC processzor
- Memória: 3 MB RAM, 2 MB ROM
- Tárolás: PCMCIA Type II kártyahely[7]
- I/O: Soros port, infravörös port, Apple Desktop Bus[8] port, fejhallgató jack
- Operációs rendszer: Newton OS 2.1
- Méretek: 304 x 290 x 53 mm
- Súly: 1,8 kg

## Fogadtatás
Az eMate 300 vegyes fogadtatásban részesült. Dicsérték a tartósságát és az érintőképernyős beviteli módszerét, valamint az oktatási piac számára tervezett specifikációit. Ugyanakkor kritikát kapott a korlátozott teljesítménye és a szoftverek hiánya miatt. Amikor Steve Jobs visszatért az Apple-höz 1998 januárjában, megszüntette az eMate 300-at.

## Örökség
Az eMate 300 rövid élettartama ellenére befolyásolta az Apple későbbi termékeinek tervezését, különösen az alacsony költségvetésű, oktatásra szánt eszközök fejlesztésében. Az eMate 300 koncepciója és formatervezése visszaköszön az Apple későbbi termékeiben, mint például az iBook és a MacBook sorozatban.

## Lásd még
- Apple Newton